# Меличенко, Кирилл Александрович
Кири́лл Алекса́ндрович Меличе́нко (укр. Кирило Олександрович Меліченко; род. 7 июня 1999, Светловодск, Кировоградская область) — украинский футболист, защитник дрезденского «Динамо».

## Клубная карьера
Родился в Светловодске, Кировоградская область. Воспитанник любительского коллектива ФК «Киев». Затем занимался в ДЮСШ «Арсенал (Киев)», выступал за «канониров» в юношеском чемпионате Украины. В 2017 году перешел в молодежную академию донецкого «Шахтёра». До начала сезона 2017/18 годов выступал за юниорскую команду горняков, затем в течение двух сезонов играл за молодежный состав «Шахтёра».
В августе 2020 подписал 1-летнее арендное соглашение с новичком Премьер-лиги «Минай». В элите украинского футбола дебютировал 13 сентября 2020 в победном (1:0) домашнем поединке 2-го тура против «Александрии». Кирилл вышел на поле в стартовом составе и отыграл весь матч.

## Карьера в сборной
В 2016 году провел 2 поединка в футболке юношеской сборной Украины (U-18).